# Ancylolomia tripolitella
Ancylolomia tripolitella is een vlinder uit de familie grasmotten (Crambidae). De wetenschappelijke naam is voor het eerst geldig gepubliceerd in 1909 door Rebel.
De soort komt voor in Europa.